# A magyar labdarúgó-bajnokság aranyérmes játékosainak listája: A, Á
Az alábbi lista a magyar labdarúgó-bajnokság bajnokcsapatainak játékosait sorolja fel, A és Á kezdőbetűvel, bajnoki cím száma, egyesületek és idények szerint.

## A, Á
| Játékos                | Bajnoki cím | Csapat(ok)      | Idény(ek)                          |
| ---------------------- | ----------- | --------------- | ---------------------------------- |
| Ábrahám József         | 1           | Ferencváros     | 1939–40                            |
| Aczél László           | 1           | Ferencváros     | 1962–63                            |
| Ács Gusztáv            | 1           | Bp. Honvéd      | 1988–89                            |
| Ádám Sándor            | 1           | Újpest          | 1938–39                            |
| Adrigán Zoltán         | 1           | Győri Vasas ETO | 1963-ősz                           |
| Aknai János            | 3           | Újpest          | 1929–30, 1930–31, 1932–33          |
| Albert Flórián, id.    | 4           | Ferencváros     | 1962–63, 1964, 1967, 1968          |
| Albert Flórián, ifj.   | 3           | Ferencváros     | 1991–92, 1994–95, 1995–96          |
| Dragan Alin            | 1           | MTK             | 2002–03                            |
| André Alves dos Santos | 1           | Videoton        | 2010–11                            |
| Amsel Ignác            | 3           | Ferencváros     | 1926–27, 1927–28, 1931–32          |
| Anda László            | 1           | Ferencváros     | 1948–49                            |
| Marko Andić            | 1           | Videoton        | 2010–11                            |
| Andorka Péter          | 1           | Debreceni VSC   | 2004–05                            |
| Valeriu Andronic       | 1           | MTK             | 2002–03                            |
| Andrusch József        | 3           | Bp. Honvéd      | 1983–84, 1984–85, 1985–86          |
| Arany László           | 1           | Ferencváros     | 1995–96                            |
| Aranyos Imre           | 1           | Vác             | 1993–94                            |
| Árgyelán János         | 1           | Újpest          | 1997–98                            |
| Árki Gábor             | 1           | Kispest-Honvéd  | 1992–93                            |
| Avar István            | 4           | Újpest          | 1929–30, 1930–31, 1932–33, 1934–35 |